# IEEE 1547
IEEE 1547은 미국 내 파워그리드와 마이크로그리드 자원의 상호접속을 위한 기준과 요구 조건을 제공하기 위해 마련된 전기 전자 기술자 협회(IEEE)의 표준이다. 공식 명칭은 전원 시스템과 분산형 자원의 상호접속을 위한 표준 (Standard for Interconnecting Distributed Resources with Electric Power Systems)

## 같이 보기
- 요금상계제도